# Росков
Росков (нім. Roskow) — громада в Німеччині, розташована в землі Бранденбург. Входить до складу району Потсдам-Міттельмарк. Складова частина об'єднання громад Бецзе.
Площа — 38,78 км2. Населення становить 1177 ос. (станом на 31 грудня 2020).